# مقاطعة لافايت (لويزيانا)
مقاطعة لافايت (بالإنجليزية: Lafayette Parish, Louisiana)‏ هي إحدى مقاطعات ولاية لويزيانا في الولايات المتحدة. تأسست سنة 1823، وتبلغ مساحتها 700 كم2، بلغ عدد سكانها 221578 نسمة في عام 2010 حسب إحصاء مكتب تعداد الولايات المتحدة وتصل الكثافة السكانية فيها 273 نسمة/كم2.

## أعلام
- ألكسندر موتون

## وصلات خارجية
- www.lafayettela.gov
- United States Counties